# Masa quebrada

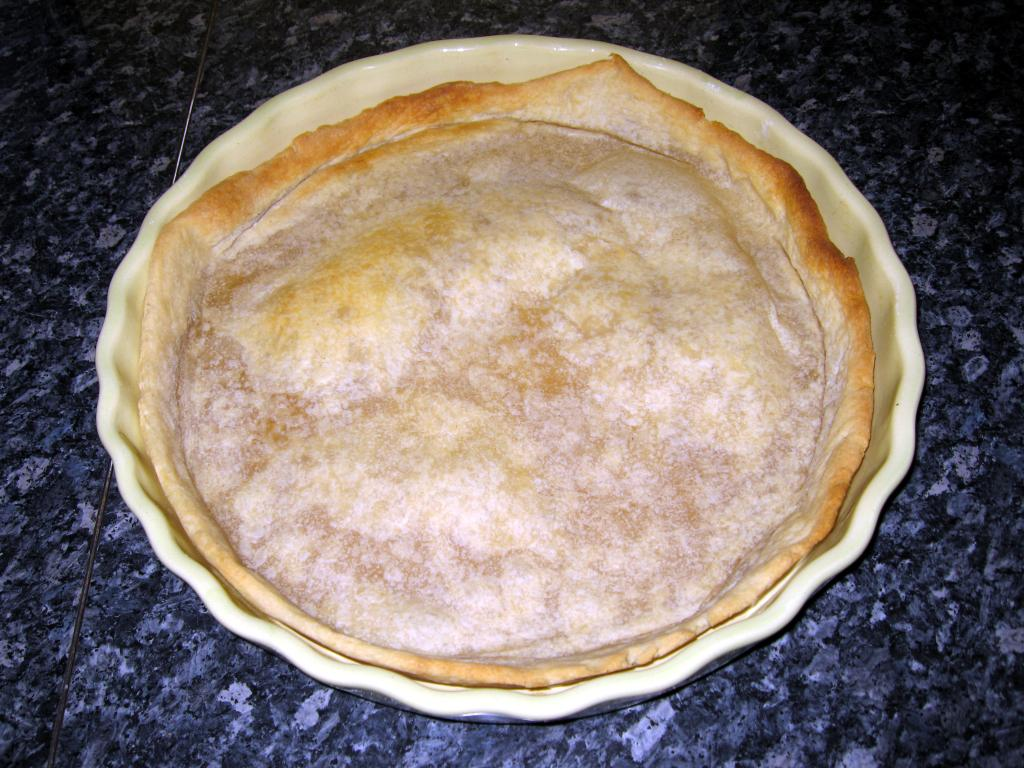
Pasta brisa horneada en blanco, lista para servir de base de una quiche.

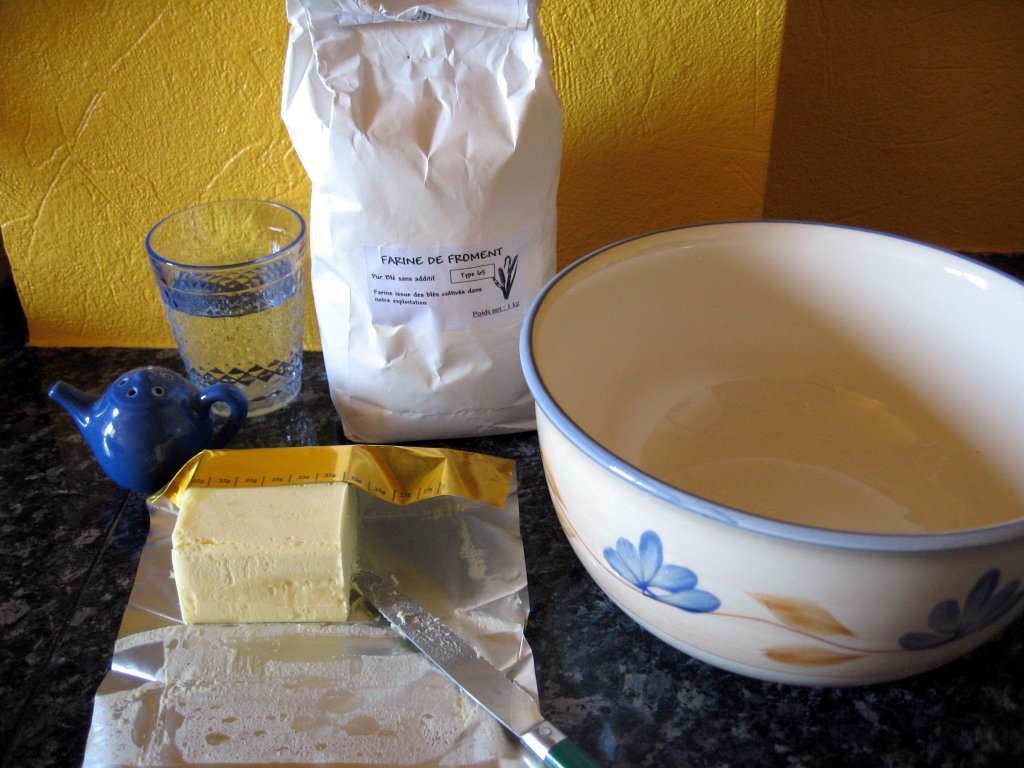
Ingredientes de la masa quebrada.

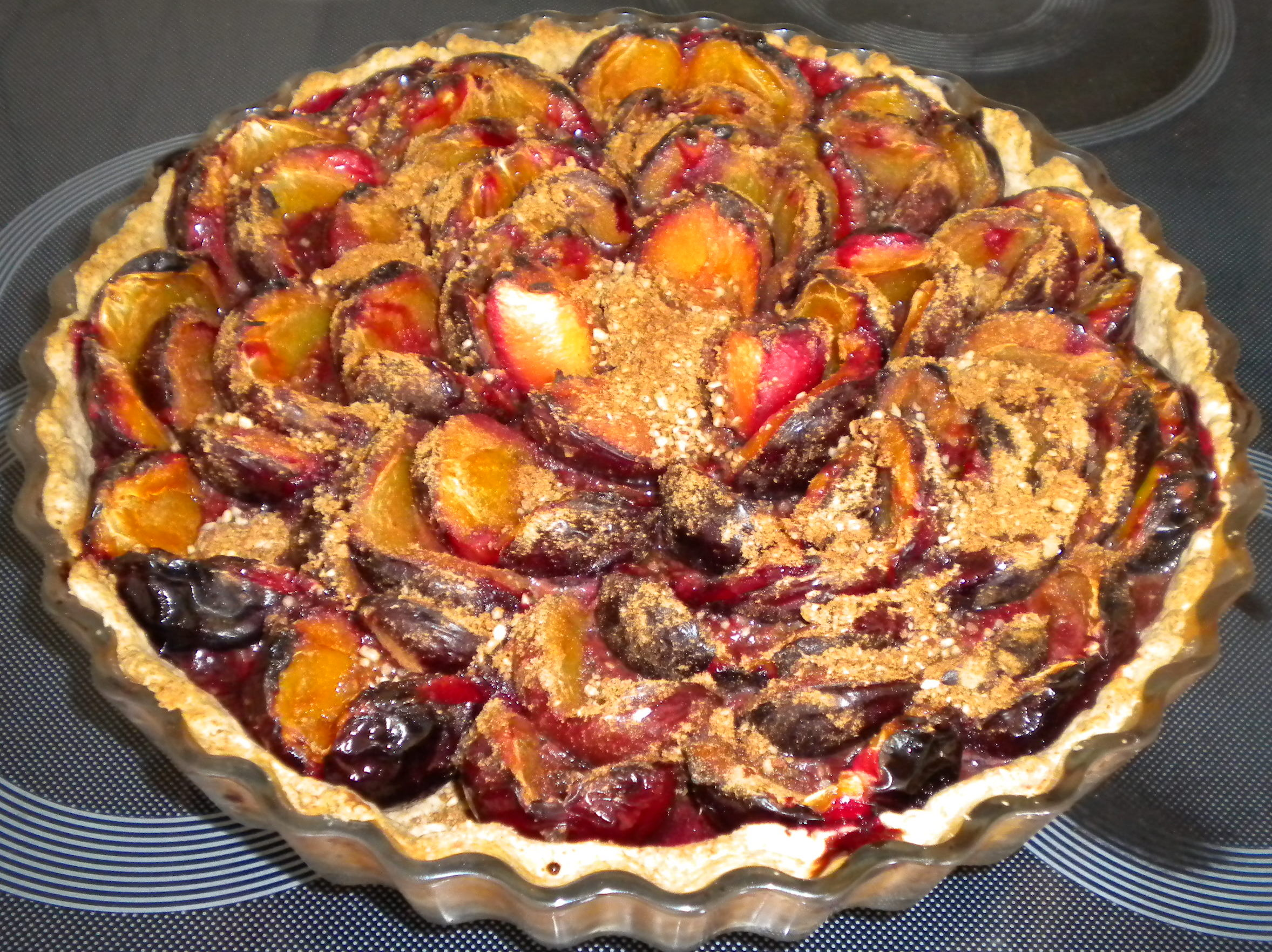
La masa se emplea frecuentemente como base de las tartas de fruta.

La masa quebrada o la pasta brisa (galicismo de pâte brisée, que sería más propio traducir como masa quebradiza) es un tipo de masa dura, de origen francés, empleada para bases de tartas y tartaletas dulces y saladas. Esta masa forma una costra consistente al ser calentada al horno, y se denomina masa quebrada debido a la textura quebradiza que muestra tras el horneado. La denominación francesa "brisée" quiere decir quebrada, rota. Se trata de una masa con alto contenido graso, pudiendo estar por encima del 50%. Se puede elaborar manualmente o con procesador en casa, o adquirir envasada en rollos recubiertos de papel parafina en las zonas refrigeradas de los supermercados. 

## Características
No hay consenso sobre la definición exacta de la masa quebrada, pero consiste normalmente en una masa compuesta principalmente de harina y mantequilla. Se elabora tradicionalmente con una cantidad de mantequilla equivalente a la mitad del peso de harina. Quiere decir que por cada kilo de harina se debe añadir medio de mantequilla, aunque ciertos autores prefieren aumentar la proporción de grasa. La mantequilla puede incorporarse a la harina desmenuzándola con la punta de los dedos (arenar), con un mezclador de masa o con un procesador de alimentos. Se debe trabajar después de arenarla compactándola con las manos (no se amasa para no liberar el gluten y así evitar que se vuelva elástica). Se puede enriquecer con huevo y se suele humedecer con un poco de agua para facilitar el amasado y obtener una masa más compacta. En caso contrario, quedará arenosa y desmenuzable y será la llamada masa arenosa (en francés, pâte sablé).
Su elaboración exige el uso de materia grasa en forma de mantequilla blanda, que no llegue a mezclarse completamente con la harina: el gluten y el almidón contenidos en la harina de trigo pueden formar entonces una red resistente al agua que se endurecerá al hornearla. Si el relleno es muy líquido (como una crema) o si no debe cocinarse (para un relleno crudo o de poca cocción), la masa quebrada se puede hornear en blanco previamente para aumentar su impermeabilidad.
Uno de los aditivos más habituales es el bicarbonato de amonio [cita requerida] como un material leudante generalmente empleado en la panificación.
Desde finales del siglo XX se comercializa en forma de láminas, obleas o rollos en las zonas refrigeradas de los supermercados.

## Usos
Debido a su consistencia lisa y sólida, se emplea como fondo de tartas como la tarta de manzana, de quiches y en los pies británicos. En algunas ocasiones se emplea en la elaboración de galletas y aperitivos salados como los canapés.

## Tipos
En la cocina francesa existen varios tipos de masas básicas parecidas a la masa quebrada, que difieren en los añadidos que pueden hacerse y en la elaboración:
- Pâte à foncer - Denominada en español 'masa de fondo de tarta', es muy parecida a la masa quebrada pero solo se utiliza para forrar moldes de tartas.[8]
- Pâte sablée - Denominada en español 'masa arenosa', no lleva agua y es más quebradiza.
- Pâte sucrée - Utilizada específicamente para las tartas de sabor dulce debido a su añadido de azúcar, se elabora trabajando primero la mantequillada con el azúcar y el huevo antes de añadir la harina.[9]